# Bubbelbad

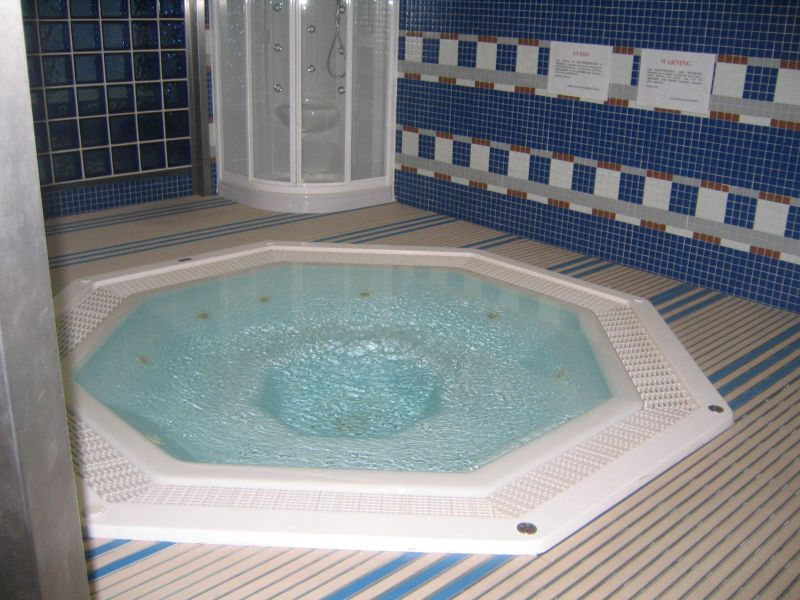
Jacuzzi vid badhus i Madrid i Spanien.

Bubbelbad är en form av badkar eller liten sittbadpool för hydroterapi, där kroppen masseras med luftbubblor i det varma vattnet. Andra namn är jacuzzi, bubbelpool eller spabad; en vanlig engelsk beteckning är hot tub. Bubblorna skapas av inbyggda jetstrålar med finfördelad luft, som masserar kroppen under bad. Uttrycket "jacuzzi" är från början ett varumärke men används i svenskan som ord för själva företeelsen.
Jacuzzi är en ursprungligen amerikansk tillverkare av badrumsutrustning som är mest känd för sina bubbelbad. Numera används ordet jacuzzi i generisk bemärkelse för sådana badkar, oavsett fabrikat (jämför varumärkesord). 
Jacuzzin har fått sitt namn efter dess uppfinnare, den italiensk-amerikanske Candido Jacuzzi (1903-1986) och presenterades första gången 1968.
Ordet jacuzzi finns i svenskan sedan 1987.